# Палилалия
Палилалия е повтаряне на собствените думи или фрази при говорене и може да звучи като заекване. Това е комплексен тик като ехолалията и копролалията.
Всички те могат да бъдат симптоми на Синдрома на Турет, Синдрома на Аспергер или на аутизъм.
Палилалия идва от гръцки език πάλιν (палин) означава „отново“ и λαλιά (лалия) означава „бърборене, безсмислен разговор“ (от глагола λαλείν (лалейн) – „говоря“).